# Tour du Limousin 1983
La 16e édition du Tour du Limousin s'est déroulée du 18 au 21 août 1983, et a vu s'imposer le Français Dominique Arnaud.

## Classements des étapes
| Étape     | Date    | Villes étapes    | Vainqueur d'étape       | Equipe           | Leader du classement général | Équipe     |
| 1re étape | 18 août | Limoges - Tulle  | Alain Dithurbide        | La Redoute       | Alain Dithurbide             | La Redoute |
| 2e étape  | 19 août | Tulle - Brive    | Jean-Marie Grezet       | Sem France Loire | Dominique Arnaud             | Wolber     |
| 3e étape  | 20 août | Brive - Guéret   | Laurent Fignon          | Renault          | Dominique Arnaud             | Wolber     |
| 4e étape  | 21 août | Guéret - Limoges | Gilbert Duclos-Lassalle | Peugeot          | Dominique Arnaud             | Wolber     |

## Classement final
| 1.  | Dominique Arnaud          | Wolber           |
| 2.  | Pierre Bazzo              | Coop             |
| 3.  | Dominique Garde           | Peugeot          |
| 4.  | Pierre-Raymond Villemiane | Wolber           |
| 5.  | Hubert Graignic           | Sem France Loire |
| 6.  | Thierry Barrault          | Amateur          |
| 7.  | Alain Dithurbide          | La Redoute       |
| 8.  | Franck Pineau             | Amateur          |
| 9.  | Marc Madiot               | Renault          |
| 10. | Pierre-Henri Menthéour    | Coop-Mercier     |